# Fatoumata Koné (basket-ball)
Pour les articles homonymes, voir Fatoumata Koné.
Fatoumata Koné, née le 7 septembre 1988 à Koumassi, est une joueuse de basket-ball de Côte d'Ivoire.

## Clubs successifs
- ?-2009 : Olympique Basket Club
- 2009-2012 : Abidjan Basket Club